# Roger Mpungu
Roger Mpungu (* 1924 in Muhwanya, Burundi; † 7. Dezember 2007 in Gasorwe, Provinz Muyinga, Burundi) war ein burundischer Geistlicher und von 1980 bis 1994 römisch-katholischer Bischof von Muyinga.

## Leben
Roger Mpungu empfing am 12. April 1955 das Sakrament der Priesterweihe. Er engagierte sich in den 1970er Jahren nach dem Staatsstreich von Ntare V. Ndizeye und Jean-Baptiste Bagaza für die verfolgten Hutu und Tutsi; zahlreiche Menschen rettete er vor dem Tod. Später kümmerte er sich um traumatisierte Priester. Mpungu wurde Generalvikar des Bistums Gitega, insbesondere für Teile von Kirimiro. Er war zudem Pfarrer in Mugera. Nach dem Militärputsch von Pierre Buyoya im Jahre 1987 war Roger Mpungu einziger verbliebener Bischof in Burundi; er suchte den Kontakt zur Staatsführung, um die bewaffneten Auseinandersetzungen zu beenden.
Papst Johannes Paul II. ernannte ihn am 6. März 1980 zum zweiten Bischof des Bistums Muyinga in der Provinz Muyinga im Dreiländereck von Burundi, Ruanda und Tansania. Die Bischofsweihe spendete ihm Papst Johannes Paul II. persönlich während dessen Afrikareise auf der Freifläche vor dem Volkspalast (Palais du Peuple) in Kinshasa. Mitkonsekratoren waren der Präfekt der Kongregation für die Evangelisierung der Völker, Agnelo Kardinal Rossi, und der Erzbischof von Kinshasa, Joseph-Albert Kardinal Malula.
Am 1. Juli 1994 nahm Papst Johannes Paul II. seinen vorzeitigen Rücktritt an. Er starb an den Folgen eines Krebsleidens und wurde in der Kathedrale von Muyinga beigesetzt.